# Округ Полдинг (Џорџија)
Полдинг (енгл. Paulding County) је округ у америчкој савезној држави Џорџија.

## Демографија
По попису из 2010. године број становника је 142.324, што је 60.646 (74,3%) становника више него 2000. године.
| Група             | 2000.          | 2010.           |
| Белци             | 73.188 (89,6%) | 106.739 (75,0%) |
| Афроамериканци    | 5.685 (7,0%)   | 24.321 (17,1%)  |
| Азијати           | 327 (0,4%)     | 1.271 (0,9%)    |
| Хиспаноамериканци | 1.398 (1,7%)   | 7.264 (5,1%)    |
| Укупно            | 81.678         | 142.324         |